# Electric Johnny and his Skyrockets

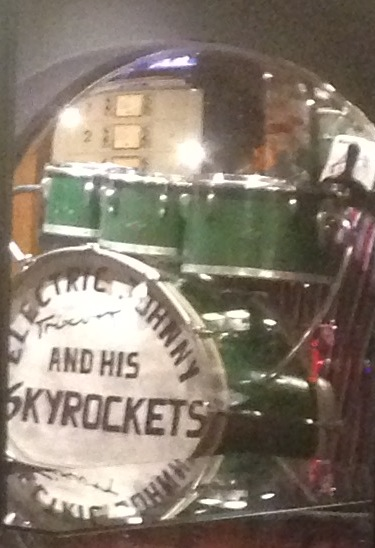
Drumstel in het Museum RockArt

Electric Johnny & his Skyrockets is een van de belangrijkste indorockgroepen. Ze ontwikkelden een eigen stijl de zg. South-American-Rock. De groep nam al instrumentale gitaarrock platen op, voordat The Shadows en The Ventures hiermee internationaal bekend werden. Hun eerste plaat Black Eyes Rock /Johnny On His Strings werd in 1961 in Amerika en Engeland uitgebracht.

## Ontstaan van The Skyrockets
De band van Electric Johnny alias Jan Schouten is van oorsprong een typische Indische familieformatie. In 1950 vestigde de familie Schouten zich in Rotterdam. Vader Schouten had als tamboer-majoor bij de KNIL gediend. De broers Jan, Henk, Cor en Daan speelden naast hun opleiding op technische scholen met zelfgemaakte snaarinstrumenten Hawaiian muziek op Indische feestavonden.
In 1958 sloeg in Rotterdam als eerste grote stad in Nederland de rock-'n-roll vlam in de pan. De jongens van de grote vaart brachten net als in Liverpool onbekende opwindende grammofoonplaten mee uit Amerika. Jan Schouten (geb. Bandung Nederlands-Indië op 20 september 1933 en overleden Doornenburg, 4 februari 2018) was van beroep elektrotechnicus, vandaar Electric Johnny, bouwde een akoestische gitaar om tot elektrische gitaar en ging meespelen in de allereerste rock-'n-roll band van Rotterdam: Oety & his Rollers (later omgedoopt tot: Oety & his Real Rockers).
In 1959 begon Jan Schouten met zijn broers zijn eigen orkest Electric Johnny & The Skyrockets. Het zevenmans orkest bestond naast de 4 broers Schouten op gitaar uit drummer Gerrit Krause (ex- zeeman), zwager Frans Huysmans op bongo en maracas en zanger Roy Michaels alias Roel Pichell. De band beschikte over een uitstekende zelfgebouwde geluidsinstallatie. Jan Schouten was toen al in het bezit van een Höfner gitaar (wat zijn handelsmerk zou worden) en broer Henk Schouten speelde op een zelfgebouwde basgitaar.
Na het vertrek van Gerrit Krause kwam Bob 'Boebie' de Groot als drummer in de band. Niet veel later kwam Cor Schouten achter het drumstel te zitten en nam Bob 'Boebie' de Groot zijn plaats in als gitarist. Zanger Roy Michaels vertrok in 1961 als beroepsmuzikant met The Hurricane Rollers naar Duitsland. Zijn plaats werd ingenomen door zangeres Wieneke 'Wendy' den Hartog. Na het vertrek van Bob 'Boebie' de Groot en Wendy den Hartog naar Wendy & The Gardenias kwam begin 1964 neef Willem Grift als zanger bij The Skyrockets.

## De eerste grammofoonplaat
Jan Schouten ontpopte zich naast zijn solowerk op de gitaar tevens als componist en arrangeur van de band. De groep speelde zich in de kijker met hun bijzonder repertoire en uitstekende geluidsinstallatie bij diverse platenmaatschappijen. Begin 1960 kregen ze een platencontract bij de fa. C.N. Rood in Scheveningen aangeboden. Op het C.N.R. label verscheen hun allereerste instrumentale rock-'n-roll single. Johnny On His Strings was een eigen compositie van Jan Schouten met invloeden van Chuck Berry. Het was pure ongepolijste rock, garagerock zouden we het nu noemen. Black Eyes Rock was een bewerking van de Russische traditional Ochi Chornya. De plaat werd in Denemarken op het Sonet label uitgebracht en was in 1961 ook de allereerste Nederlandse rock productie die in Amerika (Felsted label) en Engeland (London label) verscheen.

## South-American-Rock
De Skyrockets ontwikkelden een eigen stijl die ze South-American-Rock noemden, een mengeling van Indo Rock en Latin music. Van de groep werden verder nog 2 ep's (Extented Play = maxisingle met 4 nummers) uitgebracht onder de titel South American Rock en vijf singles in de periode 1960-1962. Naast Amerika en Engeland werden ook enkele platen van de groep in België (Discostar), Frankrijk (2 ep's op Ducretet Thomson), Denemarken (Sonet) en Oostenrijk (Elite) uitgebracht. In 1968 werden The Skyrockets opgeheven.
In 1974 werden 14 nummers van de Skyrockers opnieuw uitgebracht op LP door het kleine rock-'n-roll label Diwa Records, dit vooral vanwege de populariteit die de band nog steeds genoot onder liefhebbers van instrumentale rockmuziek. In 1992 verschenen al hun 22 studio-opnamen en 6 alternatieve demo-opnamen op cd onder de noemer The Story of Electric Johnny and his Skyrockets (Rarity Records).
Electric Johnny & his Skyrockets was in 1975 de inspiratiebron voor enkele verzamelaars die de stijlnaam Indo Rock introduceerden.